# Улен Сантр
«Уле́н Сантр» (фр. Oullins Centre) — станция линии В Лионского метрополитена.

## Расположение
Станция находится в пригороде Лиона — коммуне Улен. Входы на станцию расположены на площади Анатоль Франс (фр. place Anatole-France).

## Особенности
Строительство станции велось с 2017 года. Она была открыта 20 октября 2023 года как продолжение линии B от станции Гар д’Улен до станции Сен-Жени-Лаваль — Опиталь Лион Сюд. Состоит из двух путей и двух боковых платформ.
Проект станции был разработан архитектурной студией Ателье Шаль (фр. Atelier Schall). Станция состоит из трёх подземных уровней: билетного зала, мезанина и станционного зала, который находится на глубине 25 метров от поверхности. На станции два входа, оснащённых лестницами, эскалаторами, а также лифтом для маломобильных пассажиров. Пол покрыт тёмно-серым гранитом, в стены — синтетическим материалом с перфорацией. Бетонный потолок частично покрыт деревом. В декорировании билетного зала станции использованы фрески художника Венсана Брокера (фр. Vincent Broquaire).

## Происхождение названия
Oullins Centre в переводе с французского означает Центр Улен. Название дано по причине расположения станции в центральной части этой коммуны.

## Достопримечательности
Вблизи станции находятся следующие объекты:
- Мэрия Улена
- Начальная школа Жан-де-ла-Фонтен
- Профессиональный лицей Жозеф-Мари-Жаккард

## Наземный транспорт
Со станции существует пересадка на следующие виды транспорта:

   — «главный» автобус

   — автобус

Пригородные автобусы маршрутов 119 и 120.